# Panchgachhi
Panchgachhi (nep. पाँचगाछी) – gaun wikas samiti we wschodniej części Nepalu w strefie Meći w dystrykcie Jhapa. Według nepalskiego spisu powszechnego z 2001 roku liczył on 2082 gospodarstw domowych i 11106 mieszkańców (5501 kobiet i 5605 mężczyzn).